# Junior Braithwaite
Franklin Delano Alexander Braithwaite, mais conhecido como Junior Braithwaite (Kingston, 4 de abril de 1949 – Kingston, 2 de junho de 1999) foi um cantor de reggae, de Kingston, Jamaica, o mais jovem membro do grupo vocal, Os The Wailing Wailers.

## Biografia
Os Wailing Wailers foi um grupo vocal criado por Bob Marley e Bunny Wailer, começou em 1963, junto com Braithwaite, quando ska música tornou-se popular na Jamaica. Logo após Beverley Kelso e Cherry Smith se juntou ao grupo como backing vocals.
Braithwaite ficou com o The Wailers durante oito meses e cantou em músicas como, "Hábios", "Straight and Narrow Way", "Don't Ever Leave Me", e "It Hurts To Be Alone". Ele tinha a melhor voz de todos os The Wailers, de acordo com a Studio One 's Dodd Coxsone, que descobriu o talento da banda. Bob Marley mais tarde comentou que, "Junior costumava cantar alto. É só hoje que eu estou começando a perceber que ele soava como um dos Jackson Five. Quando ele saiu tivemos que procurar um som que Bunny, Peter e eu poderia gerenciar".
Braithwaite deixou a banda em 1964 e se mudou para o Estados Unidos, com a esperança de seguir a carreira médica. Viveu principalmente em Chicago e sul do Wisconsin pelos próximos 20 anos, e voltou à Jamaica em 1984, para trabalhar com Bunny Wailer em um projeto: A reunião dos Wailers. Com o assassinato de Peter Tosh em setembro de 1987,os planos para as turnês mundiais com os  Wailers reunidos nunca se materializaram.
Braithwaite foi assassinado em 2 de junho de 1999 na casa de um amigo músico de Kingston, deixando apenas Bunny Wailer e Beverley Kelso como membros sobreviventes do The Wailers originais.